# Festuca bargusinensis
Festuca bargusinensis är en gräsart som beskrevs av Leonid I. Malysev. Festuca bargusinensis ingår i släktet svinglar, och familjen gräs. Inga underarter finns listade i Catalogue of Life.